# Агентські операції
Агéнтські оперáції (англ. agent's operations) — торговельно-посередницькі дії з наданням певних послуг, пов'язаних із купівлею-продажем товарів, цінних паперів, нерухомості, які здійснюються за дорученням однієї сторони (принципала) іншою стороною (агентом) від імені й коштом принципала. Дії, права, обов’язки і відповідальність агента обумовлені агентською угодою.